# ロシア (ニューヨーク州)
ロシア（Russia）はアメリカ合衆国ニューヨーク州ハーキマー郡にある町。人口2578人（2010年国勢調査）。
ユーティカの北東、郡の北西に位置する。北にはアディロンダック公園がある。

## 歴史
1792年頃に設立された。
1806年に近隣のノルウェーとユニオン町を設立。1808年に町名をロシアに改名。1836年に町の一部とオハイオの一部がウォルマート町となった（現在は廃止）。1896年にウェッブが設立されると、ウォルマートの多く地域がウェッブの一部となり、他はオハイオの一部に戻った。

## 地理
町の面積は60.4平方マイル（156.4キロメートル）でそのうち56.6平方マイル（146.5平方キロメートル）が陸地、水面積が3.8平方マイル（9.9キロメートル、全体の6.34パーセント）。
ニューヨーク州道8号線とニューヨーク州道28号線はポーランドの村に繋がっている。

## 人口統計
2000年の国勢調査では人口2487人、993世帯、707家族が住んでいた。人口密度は平方マイルあたり44.0人（17.0 /平方キロメートル）、平均密度22.1平方マイル（8.5 /km²）に1252の住宅があった。人種構成は白人97.75％、ヒスパニックまたはラテン系が0.44％、アフリカ系0.32％、ネイティブ・アメリカン0.56％、アジア系0.72％、その他の人種が0.12 ％、混血が0.52％。
18歳未満の住人がいるのは30.8％、夫婦で同居が56.9％、独身女性が7.0％、家族ではない世帯が28.8％。全体のうち23.1％が65歳以上で、うち7.7％が単身世帯であった。平均世帯人数は2.50、平均家族人数は2.90人。
全体のうち18歳未満が24.8％、18から24歳が6.6％、25歳から44歳が28.1％、45歳から64歳が26.4％、65歳以上が14.0％。平均年齢は39歳だった。女性100人に対し男性109.7人、18歳以上の女性100人ごとに男性107.4人がいた。
平均世帯年収が35588ドル、一家の平均年収が40847ドル。男性の平均年収が29798ドル、女性の平均年収が20968ドル。人口の14.9％、家族の12.1％、18歳未満の25.8％、65歳以上の13.9％は貧困線以下の生活を送っている。

## 町内および周辺地域
- コールドブルック – 州道8号線、ポーランドの東にある村。
- ギャングミルズ – 町北西部にある元集落。名前はかつてそこに多くあった製材工場からきている。
- グラント – 郡道184号線のヒンクリー貯水池の南にあるブラッククリーク、その北東部にある集落
- グレーブスビル – グレーブスビル道（AKA郡道242号線）にある町西部の村。ここへ当初やってきた入植者のウィリアム・グレーブスから名付けられた。
- ノースウッド – ヒンクリー貯水池の北西の村
- パーディービルコーナー – グラントの南東にある。
- ポーランド – 州道8号線と州道28号線の合流点にあるウェストカナダクリークの南東にある村。
- ロシア – ロシアの集落は町の中央南にあり、国道47号線（軍用道）、国道133号線、ビーチャルロードの合流点にあるポーランド村の北。ロシアコーナー歴史地区は1996年にアメリカ合衆国国家歴史登録財になった[4]。
- サンドヒル – 州道8号線すぐ北のコールドブルックにある。海抜は154フィート。
- トレントンフォールズ – 郡道247号線西にある集落。
- ウィーラータウン – ウィーラータウン道にあるロシア北部の集落